# Ferapont (Kašin)
Ferapont (světským jménem: Dmitrij Vitoldovič Kašin; * 21. dubna 1969, Moskva) je ruský duchovní Ruské pravoslavné církve a metropolita kostromský a něrechtský.

## Život
Narodil se 21. dubna 1969 v Moskvě.
Navštěvoval střední školu č. 179 rodného města. Poté nastoupil na Institut kryptografie, komunikací a informatiky. Po studiu absolvoval povinnou vojenskou službu.
Dne 19. listopadu 1989 byl pokřtěn. Od roku 1993 byl psalomščikem chrámu svatého Mikuláše ve vesnici Poltěvo. Roku 1995 se stal poslušníkem Avramijev Goroděckého monastýru kostromské eparchie.
Dne 25. prosince 1999 jej arcibiskup kostromský a galičský Alexandr (Mogiljov) postřihnul na monacha se jménem Ferapont na počest svatého Feraponta Monzenského. Následující den jej rukopoložil na jerodiákona a 7. dubna 2000 na jeromonacha. Od roku 1999 byl referentem eparchiální správy.
Roku 2002 dokončil Kostromský duchovní seminář.
Dne 17. srpna 2004 byl jmenován představeným Iakovo-Železnoborovského monastýru. Roku 2006 byl povýšen na igumena.
Roku 2008 dokončil Moskevskou duchovní akademii.
Dne 12. března 2013 jej Svatý synod zvolil biskupem makarjevským a vikářem kostromské eparchie. Dne 25. března byl povýšen na archimandritu a 29. března oficiálně jmenován biskupem. Biskupská chirotonie proběhla 28. dubna v chrámu Krista Spasitele v Moskvě. Hlavním světitelem byl patriarcha moskevský a celé Rusi Kirill.
Dne 13. května 2013 byl jmenován dočasným správcem kostromské eparchie a 25. prosince jejím eparchiálním biskupem.
Dne 20. listopadu 2016 byl povýšen na arcibiskupa.
Dne 27. prosince 2016 byl jmenován hlavou nové kostromské metropole. Dne 3. ledna 2017 byl v chrámu Zesnutí přesvaté Bohorodice povýšen na metropolitu.